# Siegel der Provinzen Thailands
Diese Liste zeigt die Siegel der 76 Provinzen Thailands sowie das der Hauptstadt Bangkok.
| Lage in Thailand | Siegel | Provinz (in Thai)                | Anmerkungen |
| ---------------- | ------ | -------------------------------- | --- |
|                  |        | Bangkok กรุงเทพมหานคร             | Das Siegel wurde 1947 von Prinz Narisara Nuwattiwong (1863–1947) entworfen. Es zeigt den hinduistischen Gott Indra auf dem vielköpfigen mythologischen Elefanten Erawan. In seiner Hand hält Indra seinen Blitzstrahl (Vajra). |
|                  |        | Amnat Charoen อำนาจเจริญ          | Das Siegel zeigt die Buddha-Statue Phra Mongkhon Ming Mueang, dessen 20 Meter hohe Statue in der Provinzhauptstadt Amnat Charoen steht. |
|                  |        | Ang Thong อ่างทอง                 | Das Siegel zeigt einige Reisähren in einer Schüssel mit Wasser als Symbol für die Fruchtbarkeit der Provinz, die einer der thailändischen Hauptproduzenten von Reis ist. |
|                  |        | Ayutthaya พระนครศรีอยุธยา          | Das Siegel zeigt einen Pavillon mit dem lokalen Baum dahinter und erinnert an die Legende von König U Thong, der ein schneeweißes Schneckenhorn fand und den Fundort als Gründungsstätte seiner zukünftigen Hauptstadt auswählte. |
|                  |        | Bueng Kan บึงกาฬ                  | |
|                  |        | Buri Ram บุรีรัมย์                   | Das Siegel zeigt den berühmten Sandsteintempel Phanom Rung, der einen Hinduschrein der Shiva-Anhänger aus dem 9. bis 12. Jahrhundert trägt. |
|                  |        | Chachoengsao ฉะเชิงเทรา           | Das Siegel zeigt die große Halle des Wat Sothorn Vararam Voraviharn, in der die wichtigste Buddha-Statue der Provinz, der Phra Phutthasothorn, steht. |
|                  |        | Chai Nat ชัยนาท                   | Das Siegel zeigt das buddhistische Rad Dharmachakra vor dem Berg Khao Phlong. Das Rad symbolisiert den Glauben der Einwohner. Im Vordergrund fließt der Mae Nam Chao Phraya. |
|                  |        | Chaiyaphum ชัยภูมิ                  | Das Siegel zeigt eine dreieckige Flagge als Symbol für eine gewonnene Schlacht. |
|                  |        | Chanthaburi จันทบุรี                | Das Siegel zeigt den Mond umgeben von einer Aura. Innerhalb der Mondscheibe ist ein Hase, da nach der Auffassung der Thai die Maria des Mondes (die dunklen Stellen) die Form eines Hasen annehmen. Das Siegel soll Frieden und Ruhe symbolisieren. Es ist sprechend für den Namen der Provinz, da Chanthaburi „Mond-Stadt“ bedeutet. |
|                  |        | Chiang Mai เชียงใหม่               | Das Siegel zeigt einen weißen Elefanten als Symbol des Königs von Thailand in einem Pavillon aus Glas. Es erinnert an die Spende eines weißen Elefanten von König Phra Phutthaloetla (Rama II.) an Chiang Mai. Der Pavillon ist ein Symbol für die Verbreitung des Buddhismus, 1977 fand hier der 8. Weltkongreß des Buddhismus statt. |
|                  |        | Chiang Rai เชียงราย               | Das Siegel zeigt einen weißen Elefanten, das Symbol des Königshauses. Es erinnert daran, dass Chiang Rai von König Mengrai gegründet wurde, angeblich, weil sein Lieblingselefant sich hier so wohl fühlte. |
|                  |        | Chon Buri ชลบุร                   | Das Siegel der Provinz Chon Buri zeigt den Hügel Kao Sam Muk mit einem heiligen Räucherhaus. Man glaubt, dass der Geist des Hügels die Fischer vor allem Übel zu bewahren vermag. |
|                  |        | Chumphon ชุมพร                    | Das Siegel der Provinz zeigt einen Engel, der das Volk segnet. Der Engel steht zwischen zwei Feigenbäumen (Ficus racemosa) auf einem Podest. |
|                  |        | Kalasin กาฬสินธุ์                   | Das Siegel der Provinz Kalasin zeigt einen Teich vor einer Berglandschaft, die eine natürliche Grenze der Provinz bilden. Das Wasser im Teich ist schwarz, was an den Namen der Provinz erinnern soll: Kalasin heißt übersetzt „Schwarzes Wasser“. Die großen Wolken und das Wasser symbolisieren die Fruchtbarkeit der Gegend. |
|                  |        | Kamphaeng Phet กำแพงเพชร         | Das Siegel zeigt ein Stück der Stadtmauer mit Diamanten besetzt. Die Darstellung ist redend für den Namen der Provinz, die „Mauer aus Diamanten“ bedeutet. |
|                  |        | Kanchanaburi กาญจนบุรี             | Das Siegel zeigt drei Chedis aus den Bergen von Ban Thad Thong am Drei-Pagoden-Pass nach Myanmar, in der Vergangenheit eine der wichtigsten Verkehrsverbindungen von den Handelsstädten am Indischen Ozean nach Siam. |
|                  |        | Khon Kaen ขอนแก่น                 | Das Siegel von Khon Kaen zeigt den Chedi des Wat Prathat Kam Kaen, der hochverehrte Reliquien des Buddha enthält. Neben dem Chedi stehen ein Tamarindenbaum (Thai: ต้นมะขาม) und ein Goldregenbaum. |
|                  |        | Krabi กระบี่                       | Das Siegel der Provinz Krabi zeigt zwei alte gekreuzte Schwerter (Krabi bezeichnet im Thailändischen ein Schwert oder einen Degen), vor dem Indischen Ozean und dem Bergzug Phanom Bencha (Thai: พนมเบญจา), der mit 1397 Metern der höchste Berg der Provinz ist. |
|                  |        | Lampang ลำปาง                    | Das Siegel zeigt einen weißen Hahn im Eingangstor zum Wat Phrathat Lampang Luang. |
|                  |        | Lamphun ลำพูน                     | Das Siegel der Provinz zeigt den bekannten goldenen Chedi des Wat Phrathat Haripunchai, dem Haupttempel von Lamphun. Der Chedi soll auch Reliquien des Buddha beherbergen. |
|                  |        | Loei เลย                         | Das Siegel der Provinz zeigt den Chedi Phratat Sri Sonpak, der 1560 von König Maha Chakkraphat (Ayutthaya) und König Chai Chetha (Lan Xang) erbaut wurde, um die Kooperation zu demonstrieren und auch die Grenze zwischen ihren beiden Einflussgebieten zu markieren. |
|                  |        | Lop Buri ลพบุรี                    | Das Siegel der Provinz Lop Buri zeigt den König Narai vor dem Khmer-Tempel Phra Prang Sam Yot. |
|                  |        | Mae Hong Son แม่ฮองสอน            | Das Siegel der Provinz zeigt einen Elefanten im Wasser und erinnert an die enorme wirtschaftliche Bedeutung der Tiere. |
|                  |        | Maha Sarakham มหาสารคาม          | Das Siegel der Provinz zeigt einen großen Baum vor weiten Reisfeldern, ein Symbol der vielfältigen Ressourcen der Provinz. |
|                  |        | Mukdahan มุกดาหาร                 | Das Siegel der Provinz Mukdahan zeigt den Palast Prasat Song Nang Sathit. Innerhalb des Palasts ist ein Opal abgebildet, der in einer Schale liegt. Das Sanskrit-Wort muktā, von dem der Name der Provinz abgeleitet ist, bedeutet ‚Perle‘ oder ‚Opal‘ |
|                  |        | Nakhon Nayok นครนายก             | Das Siegel der Provinz zeigt einen Elefanten, der eine Ähre Reis im Rüssel hält als Symbol für fruchtbare Reisfelder und zahlreiche wilde Elefanten. Die Stroh-Mieten, Berge und Wolken stehen für landschaftliche Schönheit. |
|                  |        | Nakhon Pathom นครปฐม             | Das Siegel der Provinz Nakhon Pathom zeigt den Phra Pathom Chedi, der größte Chedi weltweit. Er liegt im Stadtzentrum von Nakhon Pathom. 1860 ließ König Mongkut (Rama IV.) die Chedi renovieren. Deshalb schmückt das Siegel auch die königliche Krone. |
|                  |        | Nakhon Phanom นครพนม             | Das Siegel der Provinz Nakhon Phanom zeigt die 57 Meter hohe Chedi des Wat Phra That Phanom im Amphoe That Phanom. |
|                  |        | Nakhon Ratchasima นครราชสีมา      | Das Siegel der Provinz zeigt Thao Suranari (1772–1852), die Lokalheldin von Nakhon Ratchasima. Sie war die Ehefrau des Gouverneurs und soll 1826 die Bevölkerung der Umgegend versammelt haben, um gegen die Laoten zu kämpfen, die unter König Anuvong auf Bangkok zumarschierten, um König Phra Nang Klao (Rama III.) zu stürzen. In Anerkennung ihrer Tapferkeit gab ihr der König den Titel Thao Suranari.                                                                |
|                  |        | Nakhon Sawan นครสวรรค์            | Das Siegel zeigt ein Wiman (ein mythologisches Schloss im Himmel; siehe auch Wimanmek), der sich auf den Namen der Provinzhauptstadt bezieht: „Stadt des Himmels“. |
|                  |        | Nakhon Si Thammarat นครศรีธรรมราช | Das Siegel zeigt die 77 Meter hohe Chedi (genannt Phra Boromathat Chedi) des Wat Phra Mahathat Voramahaviharn, eines der wichtigsten historischen Zentren des Südens. Die Chedi ist umgeben von chinesischen Tierkreiszeichen. Diese zwölf Zeichen repräsentieren die zwölf Städte und Stadtstaaten, die sich früher zu Tributzahlungen an das Königreich von Nakhon Si Thammarat verpflichtet hatten, darunter zum Beispiel Kelantan, Pattani, Krabi, Songkhla und Chumphon. |
|                  |        | Nan น่าน                          | Das Siegel zeigt den Usuparach-Bullen, der den Chedi von Prathat Chae Haeng trägt. |
|                  |        | Narathiwat นราธิวาส               | Das Siegel der Provinz Narathiwat zeigt ein schnell dahin fahrendes Segelboot mit dem Bild eines weißen Elefanten auf der Segelfläche. Der weiße Elefant gilt allgemein als Symbol des Königshauses der Chakri-Dynastie und soll hier an einen einst in der Gegend eingefangenen Elefanten (Phra Sri Nararat Rajakarin) erinnern, der dem König zum Geschenk gemacht wurde.                                                                                                   |
|                  |        | Nong Bua Lam Phu หนองบัวลำภู       | Das Siegel der Provinz zeigt König Naresuan in seinem Schrein. Der Schrein wurde im Jahre 1574 gebaut, als er Truppen für den Kampf gegen den König von Lan Xang aushob. Hinter dem Schrein ist ein Teich mit dem Tigerlotus (Nymphaea lotus), welcher auch die lokale Blume ist. |
|                  |        | Nong Khai หนองคาย                | Das Siegel der Provinz Nong Khai zeigt einen Weiher mit Bambus umgeben. Der Bambus symbolisiert Stabilität, Ruhm und Beständigkeit für das friedliche und ertragreiche Land. |
|                  |        | Nonthaburi นนทบุรี                 | Das Siegel der Provinz zeigt einen Tontopf, das traditionelle Produkt der Mon von Nonthaburi. |
|                  |        | Pathum Thani ปทุมธานี              | Das Siegel der Provinz zeigt eine rosa Lotosblüte, die von zwei Reis-Ähren eingerahmt ist. Beide Symbole stehen für die Fruchtbarkeit der Gegend. |
|                  |        | Pattani ปัตตานี                    | In Pattani wurde die größte, jemals in Siam gegossene Kanone hergestellt, sie nennt sich Nang Phraya Tani. Das Siegel der Provinz Pattani zeigt diese Kanone, die 1785 nach Bangkok geschafft wurde, wo sie heute vor dem Verteidigungsministerium zu besichtigen ist. |
|                  |        | Phang-nga พังงา                   | Das Siegel der Provinz zeigt das Rathaus der Stadt vor den Bergen der Gebirgskette Phu Khao Chang. Außerdem im Vordergrund ist ein Bagger, der den Zinnbergbau in der Provinz symbolisiert. |
|                  |        | Phatthalung พัทลุง                 | Das Siegel der Provinz Phatthalung zeigt den etwa 250 Meter hohen Hügel Ok Thalu, der das Stadtbild von Phatthalung prägt. |
|                  |        | Phayao พะเยา                     | Das Siegel der Provinz Phayao zeigt die berühmte Buddha-Statue des Wat Si Khom Kham (วัดศรีโคมคำ, genannt Phra Chao Ton Luang). Sie ist mit 16 Metern Höhe und 14 Metern Breite die größte sitzende Buddha-Statue von Lan Na, es soll 33 Jahre gebraucht haben, sie herzustellen. Hinter dem Buddha sind sieben Flammen zu sehen, die den Glanz Buddhas zeigen. Vor ihm sind eine Schale und zwei Reisähren aufgestellt.                                                        |
|                  |        | Phetchabun เพชรบูรณ์               | Das Siegel zeigt einen überdimensionalen Diamanten auf einem Berggipfel, im Vordergrund sind Tabakpflanzen. |
|                  |        | Phetchaburi เพชรบุรี               | Das Siegel der Provinz Phetchaburi zeigt im Hintergrund den Palast Khao Wang, davor sind Reisfelder zwischen zwei Palmenbäumen angeordnet. Dies symbolisiert die wichtigsten Erzeugnisse der Provinz. |
|                  |        | Phichit พิจิตร                     | Das Siegel der Provinz zeigt einen Teich mit einem Banyan-Baum im Vordergrund. Der Teich symbolisiert den alten Namen von Phichit Mueang Sra Luang (Stadt am Königlichen Teich). Der Banyan Baum verweist auf die unter König Luang Sorasak (Phrachao Suea) erbaute Tempelanlage Wat Pho Prathab Chang, die an seinem Geburtsort zwischen einem Banyan Baum und einer heiligen Feige erinnern sollte.                                                                         |
|                  |        | Phitsanulok พิษณุโลก               | Das Siegel zeigt den Phra Buddha Chinnarat, eine der schönsten Buddhafiguren Thailands im klassischen Sukhothai-Stil. Die Figur steht im Wat Phra Sri Rattana Mahathat von Phitsanulok, kurz Wat Yai genannt. Eine Kopie des Phra Buddha Chinnarat befindet sich im Wat Benchamabophit in Bangkok. |
|                  |        | Phrae แพร่                        | Der Legende nach wurden die beiden Provinzen Phrae und Nan von zwei Brüdern beherrscht. Als es darum ging, das Territorium aufzuteilen, trafen sie sich in den Bergen. Der eine ritt auf einem Pferd, der andere auf einem Ochsen zum vereinbarten Treffpunkt. Deshalb trägt Phrae ein Pferd in seinem Siegel und Nan einen Büffel. |
|                  |        | Phuket ภูเก็ต                      | Das Siegel zeigt die beiden Heldinnen der Provinz: Thao Thep Kasattri und Thao Sri Sunthon. |
|                  |        | Prachin Buri ปราจีนบุร             | Das Siegel der Provinz Prachinburi zeigt den berühmten Bodhi-Baum beim Tempel Wat Si Maha Phot. Dieser Baum soll nach einer Pilgerreise vor 2000 Jahren aus Indien hergebracht worden sein. |
|                  |        | Prachuap Khiri Khan ประจวบคีรีขันธ์  | Das Siegel der Provinz zeigt den Pavillon von Kuha Karuhas, der anlässlich des Besuchs von König Chulalongkorn (Rama V.) in der Höhle Phraya Nakhorn (heute im Nationalpark Khao Sam Roi Yot) erbaut wurde. Hinter dem Pavillon ist die Insel Ko Lak in der Bucht von Prachuap abgebildet, das historische Zentrum der Verwaltung. |
|                  |        | Ranong ระนอง                     | Das Siegel der Provinz zeigt einen Palast auf einem Hügel. Dies soll daran erinnern, dass König Chulalongkorn einst bei seinem Besuch in Ranong im „Ratana Rangsan Castle“ auf dem Niveskiri Hill wohnte. |
|                  |        | Ratchaburi ราชบุรี                 | Das Siegel der Provinz zeigt die königlichen Insignien Schwert und Sandalen, ein Hinweis auf den Namen der Provinzhauptstadt („Stadt des Königs“). |
|                  |        | Rayong ระยอง                     | Das Siegel der Provinz Rayong zeigt die Ferien-Insel Ko Samet. |
|                  |        | Roi Et ร้อยเอ็ด                    | Das Siegel zeigt einen buddhistischen Tempel (Wat), der auf einer Insel im künstlich angelegten See Pha Lan Chai in der Provinzhauptstadt errichtet wurde. |
|                  |        | Sa Kaeo สระแก้ว                   | Das Siegel der Provinz zeigt den Sonnenaufgang über der Ruine Phrasat Kao Noi Si Chom Phu, einem der bedeutenden Khmer-Tempel. Die aufgehende Sonne symbolisiert die Lage der Provinz im Osten des Landes. Davor ist ein Bildnis des Buddha in einem Teich mit Lotus-Blumen zu sehen. |
|                  |        | Sakon Nakhon สกลนคร              | Das Siegel zeigt das Prathat Choeng Chum, einen Chedi im laotischen Stil, der während der Ayutthaya-Zeit errichtet wurde und über einem Prang aus der Khmer-Zeit steht. |
|                  |        | Samut Prakan สมุทรปราการ          | Das Siegel der Provinz Samut Prakan zeigt den Tempel Phra Samut Chedi, der in der Provinz hoch verehrt ist. Die Phra Samut Chedi war noch vor 100 Jahren der erste Tempel, der in den Mae Nam Chao Phraya einfahrende Seeleute begrüßte. Die schneeweiße Chedi stand damals noch mitten im Fluss, sie hieß Phra Chedi Klang Nam (Chedi mitten im Fluss). Durch Sedimentbildung liegt sie heute am Westufer.                                                                   |
|                  |        | Samut Sakhon สมุทรสาค             | Das Siegel der Provinz Samut Sakhon zeigt eine chinesische Dschunke mit einem rauchenden Schlot vor einer Küstenlinie. |
|                  |        | Samut Songkhram สมุทรสงคราม       | Das Siegel der Provinz Samut Songkhram zeigt eine Trommel, die auf einem Wasserlauf dahintreibt. Dies erinnert an den Mae Nam Mae Klong (Klong ist in Thai die Trommel). An beiden Flussufern sind Kokosnuss-Bäume zu sehen, eines der Haupterzeugnisse der Provinz. |
|                  |        | Saraburi สระบุรี                   | Das Siegel der Provinz zeigt den Tempel Wat Phra Putthabat. Phra Phutthabat bedeutet „Fußabdruck des Buddha“. |
|                  |        | Satun สตูล                        | Das Siegel der Provinz Satun zeigt Phra Samut Thewa auf einem Stein im Meer sitzend vor einem Sonnenuntergang. Phra Samut Thewa ist die Gottheit, die das Meer beherrscht, der Stein ist ihr göttliches Fortbewegungsmittel. Der Sonnenuntergang symbolisiert die Andamanensee im Westen der Provinz. |
|                  |        | Sing Buri สิงห์บุรี                  | Das Siegel zeigt das Fort von Khai Bang Rachan, ein Denkmal für die Helden von Bang Rachan. Eine Kopie des historischen Bauwerkes ist heute in einem Park zu besichtigen. |
|                  |        | Si Sa Ket สรีสะเกษ                | Das Siegel zeigt den Prasat Hin Ban Samo im Prang Ku Distrikt, einen Khmer-Tempel, der etwa 1000 Jahre alt ist. |
|                  |        | Songkhla สงขลา                   | Das Siegel der Provinz zeigt das Haus einer Meeresschnecke auf einem Gefäß mit Glasdekoration. Das Schneckenhaus deutet wohl auf die lange Meeresküste zum Golf von Siam hin. Es wurde vermutlich ursprünglich als dekoratives Element vom Fürsten von Songkhla am Jacket getragen. |
|                  |        | Sukhothai สุโขท้ย                  | Das Siegel der Provinz zeigt den König Ramkhamhaeng auf dem Managkhasila Asana-Thron sitzend. (Der Thron kann heute im Museum des Wat Phra Kaeo in Bangkok besichtigt werden.) Unter diesem König soll die Blütezeit des Königreichs Sukhothai begonnen haben. |
|                  |        | Suphan Buri สุพรรณบุรี              | Das Siegel der Provinz zeigt das Elefanten-Duell zwischen König Naresuan dem Großen und dem Kronprinzen von Birma, das während der Schlacht von Nong Sarai im Jahr 1593 in dieser Provinz stattgefunden haben soll. |
|                  |        | Surat Thani สุราษฎร์ธานี            | Das Siegel zeigt den Chedi von Phra Boromathat Chaiya, der im 9. Jahrhundert erbaut worden sein soll. |
|                  |        | Surin สุรินทร์                      | Das Siegel der Provinz Surin zeigt einen buddhistischen Tempel (Wat) im Khmer-Stil und einen Elefantenkopf. Beide sind in der Provinz zahlreich anzutreffen. |
|                  |        | Tak ตาก                          | Das Siegel der Provinz zeigt den König Naresuan auf dem königlichen Elefanten. Manchmal wird unter dem Elefanten auch ein Garuda gezeigt, das Staats-Symbol Thailands. Naresuan wird gezeigt, wie er heiliges Wasser über die Erde gießt, eine symbolische Handlung, die die Unabhängigkeit des Landes symbolisiert. Diese Geste bezieht sich auf den Krieg im Jahre 1584 gegen Birma, nachdem Tak als erste Grenzstadt von der birmanischen Kontrolle befreit worden war.    |
|                  |        | Trang ตรัง                        | Das Siegel der Provinz Trang zeigt einen Leuchtturm an einer Brücke. |
|                  |        | Trat ตราด                        | Das Siegel der Provinz zeigt das Meer mit einem Berg im Hintergrund. |
|                  |        | Ubon Ratchathani อุบลราชธานี       | Das Siegel zeigt eine Lotosblume in einem Teich. Dies erinnert an den Namen der Provinz, der übersetzt „Königliche Stadt der Lotosblüte“ bedeutet. |
|                  |        | Udon Thani อุดรธานี                | Das Siegel zeigt einen mythologischen Riesen (Thai: Yak). Dies bezieht sich auf Thao Kuwane, einer Gottheit aus dem Norden Thailands. |
|                  |        | Uthai Thani อุทัยธานี               | Das Siegel der Provinz zeigt den Pavillon des Wat Khao Sakae Krang. Die Tempelanlage beherbergt die Statue von Thong Di, dem Vater des späteren Königs Phra Phutthayotfa Chulalok (Rama I.), des Begründers der heute noch regierenden Chakri-Dynastie. Die Berge im Hintergrund symbolisieren die Lage des Tempels auf einem Berg. |
|                  |        | Uttaradit อุตรดิตถ์                 | Das Siegel zeigt den Mondop des Wat Phra Thaen Sila At, einer buddhistischen Tempelanlage (Wat) im Amphoe Laplae. Der Tempel wird verehrt wegen eines Laterit-Blocks, der Buddha zu seiner Erleuchtung verholfen haben soll. |
|                  |        | Yala ยะลา                        | Das Siegel zeigt einen Minenarbeiter mit Hacke und Korb. Yala war ursprünglich eine Bergbaustadt, in deren Umgebung Zinn und Wolfram abgebaut wurde. |
|                  |        | Yasothon ยโสธร                   | Das Siegel zeigt zwei Löwen gegenüber dem Chedi Phra A-non im Tempel Wat Mahathat Yasothon und verweist damit auf die Legende von der Stadtgründung, als zur Zeit der Wahl des richtigen Ortes ein Löwe aus dem Wald erschien. Die Stadt Ban Tha Singh hat daher auch den Beinamen Stadt des Löwen. |